# Déville-lès-Rouen
Déville-lès-Rouen é uma comuna francesa na região administrativa da Normandia, no departamento de Sena Marítimo. Estende-se por uma área de 3,16 km². Em 2010 a comuna tinha 10 534 habitantes (densidade: 3 333,5 hab./km²).329 hab/km².